# مارك توين
مارك توين (بالإنجليزية: Mark Twain) واسمه الحقيقي «صمويل لانغهورن كليمنس» (بالإنجليزية: Samuel Langhorne Clemens) (30 نوفمبر 1835 ـ 21 أبريل 1910) هو كاتب أمريكي ساخر كتب الشعر والقصص القصيرة والمقالات والمحتوى غير الخيالي. اشتُهر برواياته مغامرات توم سوير «1876» وتكملتها مغامرات هكلبيري فين «1884» التي وُصِفَت بأنها «الرواية الأمريكية العظيمة». وقد نُقِلَ عنه الكثير من الأقوال المأثورة والساخرة، وكان صديقاً للعديد من الرؤساء والفنانين ورجال الصناعة وأفراد الأسر المالكة الأوروبية، ووُصِفَ بعد وفاته بأنه «أعظم الساخرين الأمريكيين في عصره»، كما لقبه ويليام فوكنر بأبي الأدب الأمريكي.
نشأ توين في هانيبال بولاية ميزوري التي شكلت في وقت لاحق المكان المناسب لرواية لتوم سوير وهكلبيري فين. تدرب مهنيًا بالعمل على الطابعة وعمل بإعداد الطابعة في وقت لاحق، وشارك بمقالات في صحيفة أخيه الأكبر أوريون كليمنس. وأصبح لاحقًا رُبان قارب نهري في نهر المسيسيبي قبل التوجه غربًا للانضمام إلى أوريون في نيفادا. أشار إلى فشله في التعدين بطريقة فكاهية واتجه إلى العمل الصحفي في «تيريتوريال إنتربرايز» في فيرجينيا سيتي. نشر قصته الفكاهية «الضفدع النطاط الشهير في مقاطعة كالافيراس» في عام 1865 مستوحيًا إياها من قصة سمعها في فندق أنجلوس في أنجلس كامب في كاليفورنيا إذ قضى بعض الوقت وهو يعمل بالتعدين. كانت القصة أول نجاح كبير له، جذبت له اهتمامًا دوليًا وتُرجمت إلى اللغة الفرنسية. حظي ذكاؤه وهجاؤه في النثر والخطاب باستحسان النقاد والأقران.
جنى توين مالًا وفيرًا من كتاباته ومحاضراته، لكنه استثمر في مشاريع أفقدته معظم ماله، مثل «بيج كومبوزيتر» التي كانت آلة طباعة ميكانيكية فاشلة بسبب تعقيدها وعدم اتسامها بالدقة. قدم طلبًا بإشهار إفلاسه في أعقاب هذه النكسات المالية، لكنه تمكن من التغلب على مشاكله المالية بمساعدة من هنري هوتلستون روجرز. وفي النهاية، دفع المال لكل دائنيه بشكل كامل، على الرغم من أن إفلاسه قد أعفاه من القيام بهذا الأمر. وُلد توين بعد وقت قصير من ظهور مذنب هالي، وتوقع أنه «سيذهب معه» أيضًا؛ مات في اليوم التالي لاقتراب المذنب من أقرب نقطة له إلى الأرض.

## حياته

### حياته الباكرة

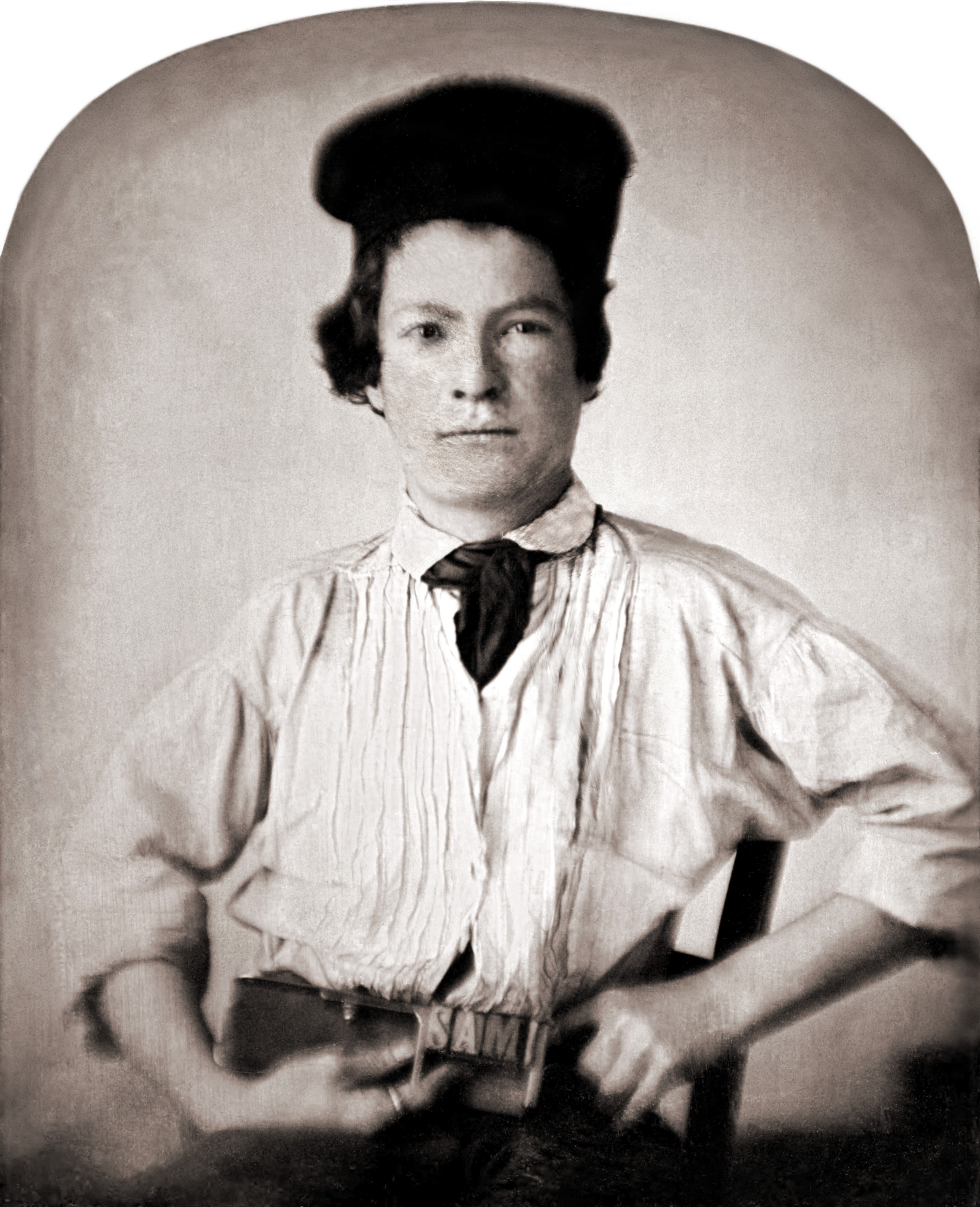
صامويل كليمنس، 15 سنة

ولد صمويل لانغهورن كليمنس «مارك توين» في قرية تسمى «فلوريدا» بولاية ميزوري في 30 نوفمبر 1835 لأب تاجر من ولاية تينيسي يسمى جون مارشال كليمنس (1798-1847) وأم تسمى جين لامبتون كليمنس (1803-1890)، وكان السادس في الترتيب بين سبعة إخوة لم يتجاوز منهم مرحلة الطفولة -بخلاف صمويل- إلا ثلاثة، هم أوريون (1825-1897) وهنري (1838-1858) (لقي حتفه في انفجار قارب نهري) وباميلا (1827-1904). بينما ماتت شقيقته مارغريت (1830-1839) عندما كان في الثالثة من عمره، ومات شقيقه بنجامين (1832-1842) بعدها بثلاث سنوات، كما مات شقيق ثالث هو «بليزانت» وعمره ستة أشهر.
عندما بلغ توين الرابعة من عمره، انتقلت أسرته إلى هانيبال، وهي مدينة وميناء بولاية ميزوري تقع على نهر المسيسيبي، وقد استلهم مارك توين مدينة سانت بطرسبورغ الخيالية التي ظهرت في روايتيه مغامرات توم سوير ومغامرات هكلبيري فين من هذه المدينة. وقد كانت ميزوري آنذاك من الولايات التي ما زالت تتبع نظام العبودية، مما ظهر فيما بعد في كتابات مارك توين.
كان والده محامياً وقاضياً، وتوفي عام 1847 إثر إصابته بالتهاب رئوي، عندما كان توين في الحادية عشرة من عمره، ترك توين المدرسة بعد الصف الخامس ليصبح عامل طابعة، ثم بدأ في سنة 1851 العمل في صف الحروف (بالإنجليزية: Typesetting) وبدأ يكتب مقالات ورسومات ساخرة لجريدة هانيبال، التي كان يملكها شقيقه أوريون. وفي الثامنة عشرة من عمره، غادر هانيبال وعمل في الطباعة في مدينة نيويورك وفي فيلادلفيا وسانت لويس وسينسيناتي، وانضم إلى الاتحاد وبدأ بتعليم نفسه بنفسه في المكتبات العامة في الفترة المسائية، مكتشفاً منهلاً للمعرفة أوسع من ذلك الذي كان سيجده إذا كان قد التحق بمدرسة تقليدية. وفي الثانية والعشرين من عمره عاد توين إلى ولاية ميزوري.
وفي إحدى رحلات توين في المسيسيبي إلى نيو أورليانز أوحى له هوراس بيكسبي، قائد السفينة البخارية بالعمل كقائد سفينة بخارية، وهو عمل كان يدر على صاحبه دخلاً مجزياً وصل إلى 250 دولاراً شهرياً (ما يعادل تقريباً 72400 دولار اليوم)، ونظراً لأن هذه المهنة كانت تتطلب معرفة وافية بكل تفاصيل النهر التي تتغير باستمرار، فقد استغرق توين عامين في دراسة ألفي ميل (3200 كيلومترا) من نهر المسيسيبي بتعمق قبل أن يحصل على ترخيص بالعمل كقائد سفينة بخارية سنة 1859.
وأثناء تدريبه، استطاع توين إقناع شقيقه الأصغر هنري بالعمل معه، وقد لقي هنري مصرعه في 21 يونيو 1858 إثر انفجار السفينة البخارية «بنسلفانيا» التي كان يعمل عليها، ويقول توين في سيرته الذاتية إنه رأى في أثناء نومه تفاصيل مصرع أخيه قبل شهر من وقوعه، وهو ما دفعه إلى دراسة الباراسيكولوجيا، وقد كان من أوائل أعضاء جمعية الدراسات الروحانية. وقد حمل توين إحساسه بالذنب والمسئولية عن مصرع أخيه طوال حياته. وظل يعمل في النهر كملاح نهري حتى اندلعت الحرب الأهلية الأمريكية سنة 1861 وتوقفت الملاحة في نهر المسيسيبي.

## أسفاره
التحق توين بشقيقه أوريون الذي عُيِّن سنة 1861 سكرتيرًا لجيمس ناي (1815-1876) حاكم منطقة نيفادا وارتحلا إلى الغرب في عربة عبرت بهم منطقة السهول العظمى وجبال روكي في إسبوعين زارا خلالهما مجتمع المورمون في مدينة سولت ليك، وهي التجربة التي استلهم منها توين كتابه «الحياة الخشنة» (بالإنجليزية: Roughing It) وكانت مصدر إلهام له في كتابة مجموعته القصصية المسماة «الضفدعة النطاطة المحتفى بها القادمة من مقاطعة كالافيراس» (بالإنجليزية: The Celebrated Jumping Frog of Calaveras County). وقد انتهت رحلة توين هذه في مدينة فرجينيا المشهورة بمناجم الفضة في ولاية نيفادا حيث عمل في تلك المناجم، غير أنه بعد أن فشل في تلك المهنة وجد عملاً في جريدة المدينة المسماة بجريدة «تيريتوريال إنتربرايز» (المشروع الإقليمي) ـ (بالإنجليزية: Territorial Enterprise)، التي استخدم فيها لأول مرة اسمه الأدبي الشهير «مارك توين» عندما ذيَّل إحدى مقالاته بهذا التوقيع في 3 فبراير 1863.
انتقل توين بعد ذلك إلى سان فرانسيسكو بولاية كاليفورنيا سنة 1864 حيث استمر في ممارسة العمل الصحفي، وهناك التقى بعض الكتاب من أمثال بريت هارت وأرتيموس وورد ودان ديكويل، ويقال أن الشاعرة الشابة إينا كولبريث (1841 ـ 1928) وقعت في حبه في تلك الفترة.
حقق توين أول نجاحاته الأدبية عندما نشر قصته الطويلة «الضفدعة النطاطة المحتفى بها القادمة من مقاطعة كالافيراس» في جريدة «نيويورك ساترداي برس» (بالإنجليزية: New York Saturday Press) في 18 نوفمبر 1865، وهي القصة التي لفتت الأنظار إلى مارك توين. وفي العام التالي، سافر مارك توين إلى جزر ساندويتش (هاواي الحالية) للعمل مراسلاً لجريدة «ساكرامنتو يونيون»، وقد حظيت القصص التي كتبها عن تلك الرحلات بشعبية كبيرة واتخذ منها مارك توين مادة محاضراته الأولى.
وفي سنة 1867 سافر توين إلى البحر المتوسط بتمويل من إحدى الصحف المحلية، وأثناء رحلته إلى أوروبا والشرق الأوسط كتب توين مجموعة من رسائل السفر التي حظيت بانتشار كبير وجمعت فيما بعد في كتاب «الأبرياء في الخارج» سنة 1869، وفي هذه الرحلة تعرف توين إلى تشارلز لانغدون شقيق زوجته المستقبلية.

## زواجه وأبناؤه
يقول توين إنه عندما أراه تشارلز لانغدون صورة شقيقته أوليفيا أحبها من أول نظرة. وقد التقى توين وأوليفيا سنة 1868 وأعلنا خطبتهما في العام التالي، ثم تزوجا في فبراير 1870 في إلميرا بولاية نيويورك. كانت أوليفيا تنتمي إلى عائلة «ثرية ولكنها متحررة»، وقد أتاحت له التعرف إلى بعض أفراد النخبة المفكرة، ومنهم معارضو العبودية و«الاشتراكيون واللادينيون وناشطات حقوق المرأة وناشطو المساواة الاجتماعية»، وكان من بين هؤلاء هارييت بيتشر ستاو وفريدريك دوغلاس والكاتب ومنظر الاشتراكية اليوتوبية وليام دين هاولز، الذي ارتبط توين معه بصداقة طويلة الأمد.
عاش الزوجان في بفالو بولاية نيويورك من عام 1869 إلى عام 1871، وكان توين يمتلك حصة من أسهم جريدة «بافالو إكسبريس» التي كان يعمل فيها محرراً وكاتباً. وقد توفي ابنهما لانغدون بالدفتيريا وعمره 19 شهراً.
وفي سنة 1871 انتقل توين وأسرته إلى هارتفورد بولاية كونيكتيكت حيث شرع في إنشاء منزل (أنقذه معجبوه سنة 1927 ـ بعد وفاته ـ من الإزالة ليتحول إلى متحف خاص به قائم حتى اليوم)، وفي هارتفورد وضعت أوليفيا ثلاث بنات: سوزي (1872 ـ 1896) وكلارا (1874 ـ 1962) وجين (1880 ـ 1909). وقد دام زواج توين وأوليفيا 34 عاماً، انتهت بوفاة أوليفيا سنة 1904.

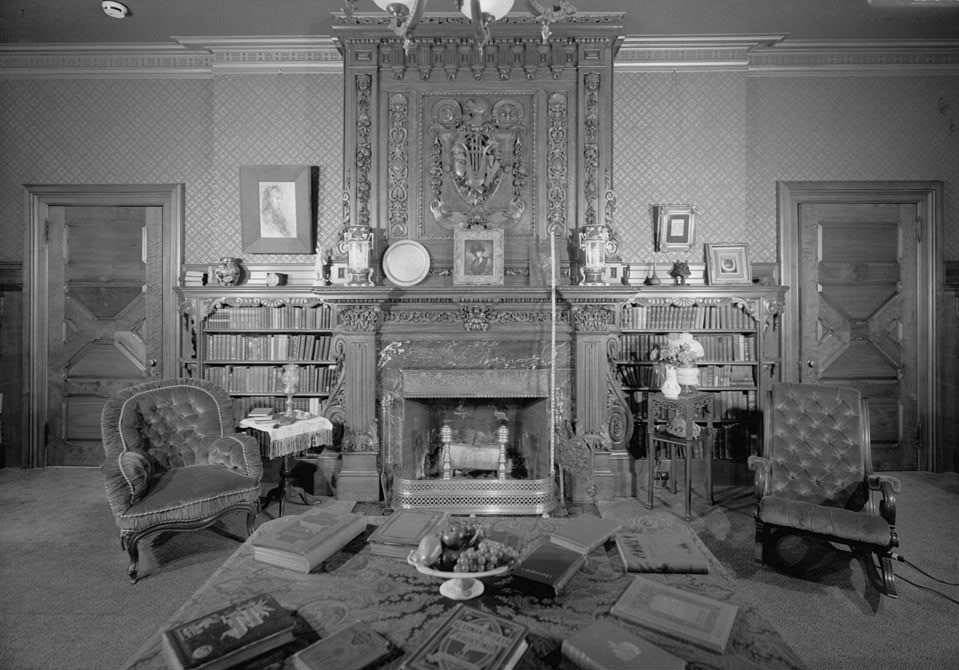
منزل توين في هارتفورد، وتظهر في الصورة المدفأة التي جلبها توين من الهند، ورف الموقد المنحوت يدوياً، والذي اشتراه توين من اسكتلندا

## من مؤلفاته
شهدت هارتفورد خلال إقامة توين بها، التي دامت 17 عاماً، إبداع توين للعديد من أشهر أعماله، وهي مغامرات توم سوير (1876)، والأمير والفقير (1881)، و«الحياة على المسيسيبي» (1883)، ومغامرات هكلبيري فين (1884) و«يانكي من كونيتيكت في بلاط الملك آرثر» (1889).
زار توين أوروبا للمرة الثانية وكتب عن زيارته تلك في كتاب صدر سنة 1880 بعنوان «صعلوك في الخارج» (بالإنجليزية: A Tramp Abroad)، وفي هذه الزيارة زار توين هايدلبرغ ومكث فيها من 6 مايو إلى 23 يوليو 1878، كما زار لندن.

## حبه للعلم والتقنية

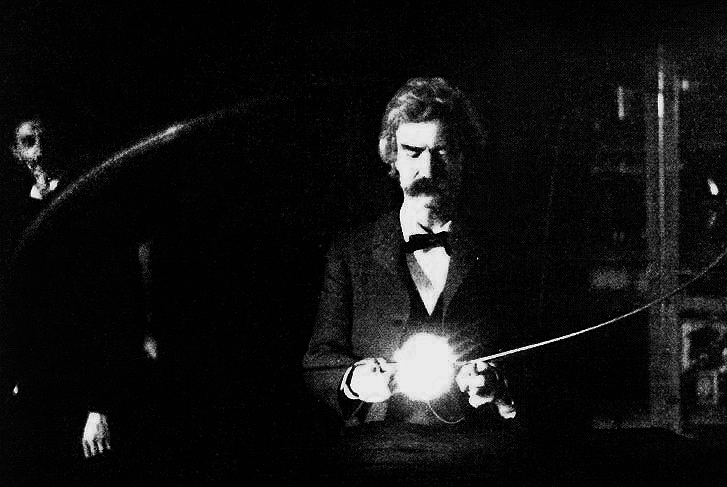
توين في معمل نيكولا تسلا

كان توين مغرماً بالعلم والبحث العلمي، وقد تصادق مع نيكولا تسلا وكان يقضي الكثير من الوقت في معمل تسلا. وقد حصل توين نفسه على ثلاث براءات اختراع. ويروي كتابه «يانكي من كونيكتيكت في بلاط الملك آرثر» قصة أمريكي سافر عبر الزمن ونقل معه التكنولوجيا الحديثة إلى إنجلترا في عهد الملك آرثر، وقد صار هذا النوع من قصص الخيال العلمي فيما بعد جنساً مستقلاً في أدب الخيال العلمي سمي بالتاريخ البديل.
وفي سنة 1909 قام توماس إديسون بزيارة توين في منزله في ريدنغ بولاية كونيكتيكت وقام بتصويره سينمائياً، وقد استخدمت بعض لقطات ذلك الفيلم في الفيلم القصير «الأمير والفقير» الذي أنتج عام 1909.

## المشاكل المالية
جنى توين مقدارًا كبيرًا من المال من خلال كتابته، لكنه خسر قسمًا كبيرًا في الاستثمار. وفي الغالب، استثمر في الابتكارات والتقنيات الجديدة، وعلى وجه الخصوص في آلة الطباعة «بيج». كانت أعجوبة ميكانيكية ذات تصميم هندسي جميل، وتمكنت من إذهال المشاهدين وهم يرونها تعمل، لكنها كانت عرضة للأعطال. أنفق توين على هذه الآلة 300 ألف دولار أميركي (وهو ما يعادل 9 ملايين دولار أميركي حاليًا) بين عام 1880 وعام 1894، لكن قبل أن تصبح متقنة فقدت حداثتها أمام آلة الطباعة لاينوتايب. فقد معظم أرباح كتابه بالإضافة إلى كمية كبيرة من ميراث زوجته. خسر توين أيضًا المال من خلال دار النشر الخاص به- شارل إل ويبستر وشركاؤه- الذي حظي بنجاح أولي ببيع مذكرات يوليسيس جرانت، لكنه سرعان ما فشل بعد ذلك بخسارة المال على السيرة الذاتية لليون العاشر. بيعت أقل من مئتي نسخة منها. أغلق توين وأسرته منزلهم الفخم نتيجة للدخل المتناقص وانتقلوا إلى أوروبا في يونيو عام 1891.

## أواخر حياته
أصيب توين باكتئاب شديد إثر وفاة ابنته سوزي بالالتهاب السحائي في سنة 1896، وما تبعها من وفاة زوجته أوليفيا سنة 1904 ووفاة ابنته جين في 24 ديسمبر 1909، وكذلك الوفاة المفاجئة لصديقه هنري روجرز في 20 مايو 1909.

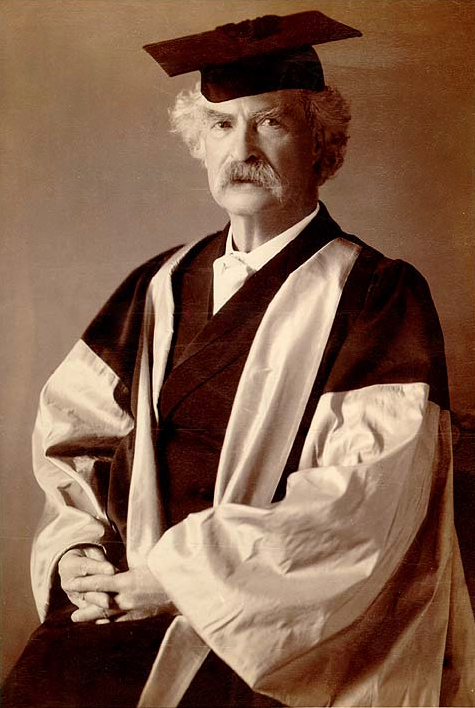
توين مرتدياً الزي الجامعي بعد أن منحته جامعة أكسفورد درجة الدكتوراه الفخرية سنة 1907

وفي سنة 1906 بدأ توين ينشر سيرته الذاتية في جريدة «نورث أمريكان ريفيو»، وفي سنة 1907 منحته جامعة أكسفورد درجة الدكتوراه الفخرية في الآداب.

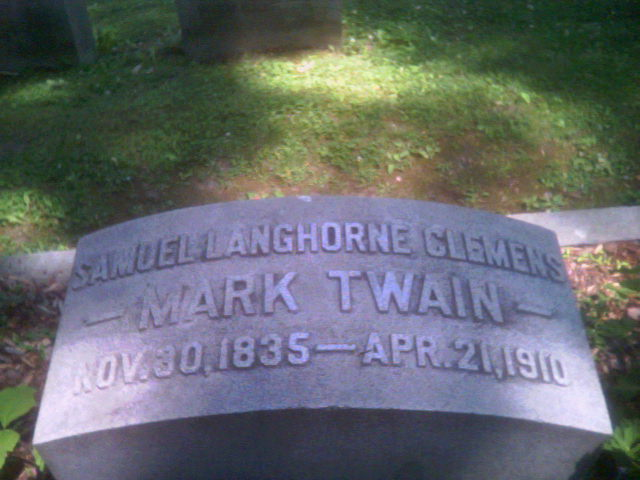
شاهد قبر مارك توين

وقد ذُكر أن توين قال ذات يوم: «لقد جئت إلى هذا العالم مع مذنب هالي سنة 1835، وها هو قادم ثانيةً العام القادم، وأنا أتوقع أن أذهب معه..». ولقد صدقت نبوءته؛ إذ توفي توين بأزمة قلبية في ريدنغ بولاية كونيكتيكت في الثاني من أبريل 1910، بعد يوم واحد فقط من اقتراب المذنب من الأرض، فرثاه الرئيس الأمريكي ويليام هوارد تافت، وشُيّعت جنازته من إحدى الكنائس التابعة للطائفة المشيخية في نيويورك، ثم دُفن في مدافن أسرة زوجته في مقبرة وودلون بمدينة إلميرا في نيويورك.

## أقواله المأثورة
- خداع الناس أسهل من إقناعهم أنهم قد تم خداعهم.
- لا تقل الحقيقة لمن لا يرقى إلى مستواها.
- الخوف من الموت نابع من خوفنا من شكل الحياة التي نحياها، فالرجل الذي يعيش جيدا يكون مستعدا للموت في أي وقت.
- لك أن تهمل مظهرك، لكن حافظ على أناقة روحك!
- من الأفضل لك أن تغلق فمك وتترك الناس يعتقدون أنك أحمق، من أن تفتحه وتمحو كل شك.
- الشجاعة هي إتقان الخوف وليس غياب الخوف.

## كتب عنه
صدر بعض الكتب عن الكاتب ومنها

غلاف كتاب مارك توين السيرة الذاتية الصادر عن مشروع كلمة للترجمة

- السيرة الذاتية عن مارك توين الصادرة عن مشروع كلمة للترجمة في الإمارات العربية المتحدة

## وصلات خارجية
- مارك توين على موقع EncyclopediaOfSurfing.com (الإنجليزية)
- مارك توين على موقع IMDb (الإنجليزية)
- مارك توين على موقع الموسوعة البريطانية (الإنجليزية)
- مارك توين على موقع ميوزك برينز (الإنجليزية)
- مارك توين على موقع قاعدة بيانات برودواي على الإنترنت (الإنجليزية)
- مارك توين على موقع قاعدة بيانات برودواي على الإنترنت (الإنجليزية)
- مارك توين على موقع إن إن دي بي (الإنجليزية)
- مارك توين على موقع ديسكوغز (الإنجليزية)
- مارك توين على موقع قاعدة بيانات الفيلم (الإنجليزية)

مارك توين  على قاعدة بيانات الخيال التأملي على الإنترنت
- أقوال مأثورة للكاتب مارك توين
- مارك توين في موقع المكتبة الوطنية الإسرائيلية